# 英格尔芬根
英格尔芬根（德語：Ingelfingen，發音：[ˈɪŋəlfɪŋən] ⓘ）是德国巴登-符腾堡州斯图加特行政区霍恩洛厄县的城市，面积46.48平方千米，2023年12月31日人口为5,489人。